# ТЕС Кпоне І
ТЕС Кпоне І — теплова електростанція у Гані, розташована у місті Тема, котре знаходиться безпосередньо на схід від столиці країни Аккри.
На початку 21 століття у Гані на тлі економічного зростання почалось стрімке збільшення попиту на електроенергію. Як наслідок, у Темі виник цілий кластер ТЕС — Тема, Сунон-Асоглі, CENIT та інші — до якого належить і введена в експлуатацію у 2016 році Кпоне І. Вона розташована в центрі Нового міста Тема, у кількох кілометрах на північ від інших станцій кластера.
На її площадці спершу розмістили дві встановлені на роботу у відкритому циклі газові турбіни компанії турбін компанії Alstom типу GT11N2 потужністю по  110 МВт. Надалі планується перетворення станції на парогазову комбінованого циклу шляхом доповнення її паровою турбіною такої ж потужності 110 МВт.
Турбіни станції можуть працювати як на природному газі, так з використанням нафтопродуктів. Останні активно використовувались з моменту введення об'єкта в експлуатацію через перебої в роботі Західно-Африканського газопроводу, який постачає блакитне паливо з Нігерії. У той же час, в другій половині 2010-х очікується надходження в район Аккри природного газу місцевого видобутку через трубопровід Абоадзе — Тема.